# På spaning efter den tid som flytt. 6, Rymmerskan
På spaning efter den tid som flytt. 6, Rymmerskan är en roman av Marcel Proust, utgiven i Frankrike år 1927. Franska originalets titel är La Fugitive. Gunnel Vallquist översatte romanen till svenska 1978 och den kom ut i sin senaste tryckning på Albert Bonniers Förlag 1993. Romanen är den sjätte i en svit om sju böcker – På spaning efter den tid som flytt. 

## Handling
Berättelsen börjar ganska tvärt där den femte delen ("Den fångna") slutar i och med att berättarens kärlek Albertine har rest ifrån honom. Därefter följer en uppslitande studie i svartsjuka och våldsam inre vånda för berättarens del. Lagom då Albertine möjligen är beredd att återvända till huvudpersonen omkommer hon i en ridolycka då hon blir kastad av hästen. Berättarens drivs efter hennes död i att rota i hennes tidigare liv och får reda på mer än vad han kanske hade önskat. Så småningom klingar de starka känslorna av och i bokens senare del, närmast något av en epilog i denna del, skildrar en resa som berättaren och hans mor äntligen kommer sig för att göra till Venedig. I samband med detta skildras även en del väldigt snabba förändringar i societeten då Swanns dotter Gilberte gifter sig med markis Saint-Loup, en medlem av ätten Guermantes, samtidigt som markisens farbror adopterar skräddaren Jupiens systerdotter som senare gifter in sig i ätten Cambremer.